# アレクセイ・ニコラエフ
アレクセイ・ウラディミロヴィチ・ニコラエフ (ロシア語: Алексей Владимирович Николаев, 英語: Aleksey Vladimirovich Nikolaev, 1979年9月5日 - ) は、ソビエト連邦・ヴォロネジ出身の元プロサッカー選手である。現役時代のポジションはDF。

## 概要
出身が現在のロシア領内であるため、ニコラエフはロシアとウズベキスタンの二重国籍者である。
ニコラエフはサッカーウズベキスタン代表に選出されており、AFCアジアカップ2004やAFCアジアカップ2007にも出場している。また、2006 FIFAワールドカップ・アジア予選や2010 FIFAワールドカップ・アジア予選にも出場している。

## 統計
最終更新日: 2007年7月15日
| シーズン | クラブ                     | 国             | ディヴィジョン | 出場 | ゴール |
| -------- | -------------------------- | -------------- | -------------- | ---- | ------ |
| 2000     | キジルクム・ザラフシャン   | ウズベキスタン | 1              | 35   | 3      |
| 2001     | キジルクム・ザラフシャン   | ウズベキスタン | 1              | 32   | 7      |
| 2002     | キジルクム・ザラフシャン   | ウズベキスタン | 1              | 29   | 4      |
| 2003     | パフタコール・タシュケント | ウズベキスタン | 1              | 27   | 1      |
| 2004     | パフタコール・タシュケント | ウズベキスタン | 1              | 23   | 0      |
| 2005     | パフタコール・タシュケント | ウズベキスタン | 1              | 22   | 2      |
| 2006     | シンニク・ヤロスラヴリ     | ロシア         | 1              | 2    | 0      |
| 2006     | FCアクトベ                 | カザフスタン   | 1              | 11   | 1      |
| 2007     | FCアクトベ                 | カザフスタン   | 1              | 20   | 2      |
| 2008     | クルフチ・タシュケント     | ウズベキスタン | 1              |      |        |
| 2009     | 深圳上清飲                 | 中国           | 1              | 26   | 0      |